# Kathedraal van Pula
De kathedraal van Pula, of voluit de kathedraal van de Hemelvaart van de heilige Maagd Maria (Kroatisch: Katedrala uznesenja Blažene Djevice Marije), is een rooms-katholieke cokathedraal in de Kroatische stad Pula. De kathedraal is een van de twee officiële zetels van het bisdom Poreč-Pula, de andere is de  Eufrasiusbasiliek in Poreč. De kathedraal is gelegen aan de voet van de heuvel waarop zich het Venetiaanse fort bevindt.

## Geschiedenis
Op de plaats waar de huidige kathedraal staat, stond naar vermoeden in de Romeinse tijd al een tempel gewijd aan Jupiter Conservator. Archeologische opgravingen hebben ook al resten van Romeinse thermen blootgelegd.
In de 4e eeuw en 5e eeuw werd langzaamaan een complex van vroegchristelijke gebouwen opgetrokken op de locatie. Eerst werd er een klein kerkje opgericht, waarvan de breedte nu overeenkomt met de breedte van het schip van de huidige kathedraal. Daarna werd ernaast nog een ander kerk gewijd aan Sint-Thomas neergezet. In de vroege 5e eeuw werden de twee kerken ingelijfd in een grotere hallenkerk, die tegen de tweede helft van de 5e eeuw verder werd verbouwd tot een driebeukige basiliek. Ook rond die tijd werden een baptisterium en een residentie voor de bisschop gebouwd. Deze twee gebouwen werden later in de 19e eeuw gesloopt toen de bisschoppelijke zetel verhuisde naar Poreč.
De huidige kathedraal kwam tot stand door een serie uitbreidingen van deze 5e-eeuwse gebouwen. De originele kathedraal was rijkelijk gedecoreerd met fresco's en vloermozaïeken. Maar weinig van deze originele versieringen hebben het overleefd tot vandaag. In 1707 werd voor de kerk een vrijstaande barokke klokkentoren opgericht. Deze werd gebouwd met stenen van het nabijgelegen amfitheater van Pula. Rond die periode werd ook de huidige classicistische façade gebouwd.
Tijdens de bombardementen op Pula in de Tweede Wereldoorlog werd de kathedraal zwaar beschadigd, maar in 1947 werd ze weer hersteld.